# Betwâ
La Betwâ (Vetravati) est une rivière du nord de l'Inde et un affluent de la Yamunâ. 

## Géographie
Elle est reliée à la rivière Ken dans l'État indien du Madhya Pradesh, premier lien dans l'ambitieux projet de liaison des rivières en Inde.